# タトラK2P
タトラK2Pは、チェコ各地の路面電車で使用される電車。チェコスロバキア時代に導入されたタトラK2に対し機器更新を始めとした近代化工事を実施した車両で、タトラK2R.Pという形式名で呼ばれる場合もある。

## 概要
チェコスロバキア時代に製造された2車体連接車のタトラK2に対し、近代化工事を施した車両。最大の変更点は、抵抗制御に対応していた従来の制御装置を、IGBT素子を用い電機子チョッパ制御に対応したTVプログレス（TV Progress）に交換した事である。この機器は電力が回収可能な回生ブレーキにも対応しており、電力消費量の削減やメンテナンスの簡素化が図られている。それ以外にも車体のコルゲート加工が撤去され腐食防止を目的とした改修がなされている他、車内もヒーターの位置変更、床張りの交換を始めといた改装工事が行われている。運転室からの速度制御についても足踏みペダルから手動コントローラに変更されているほか、一部車両については冷房装置が設置されている。

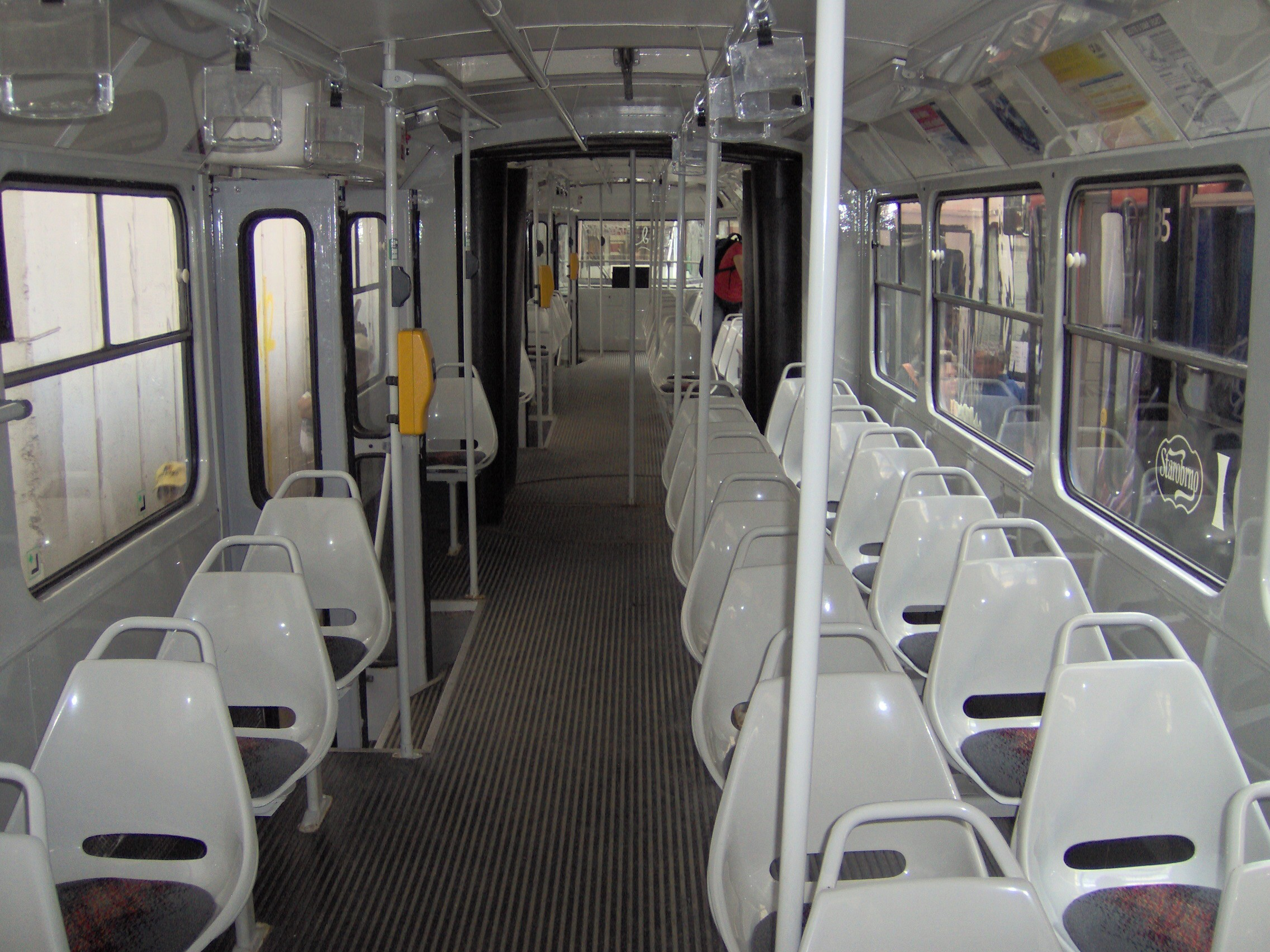
車内
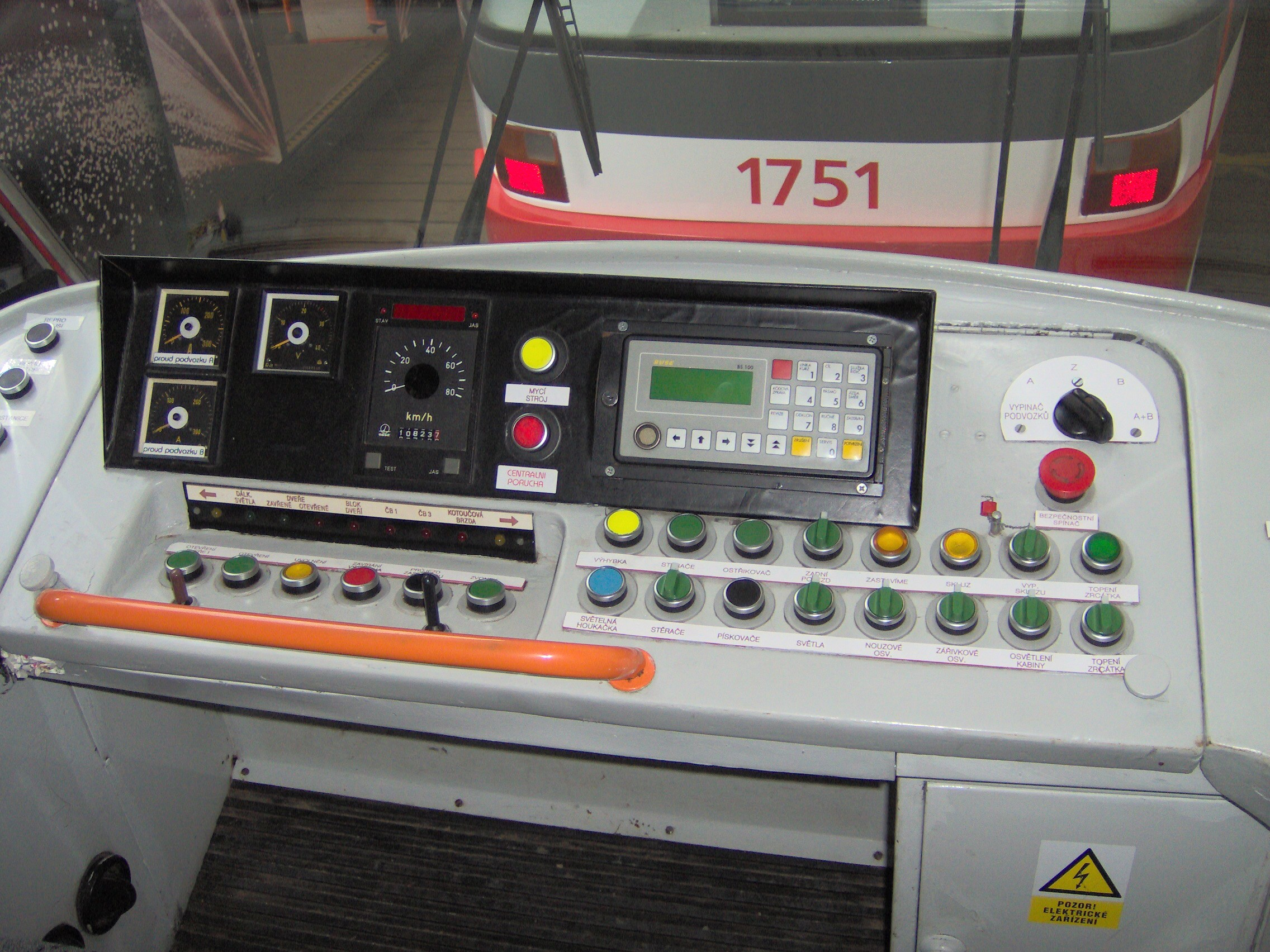
運転台
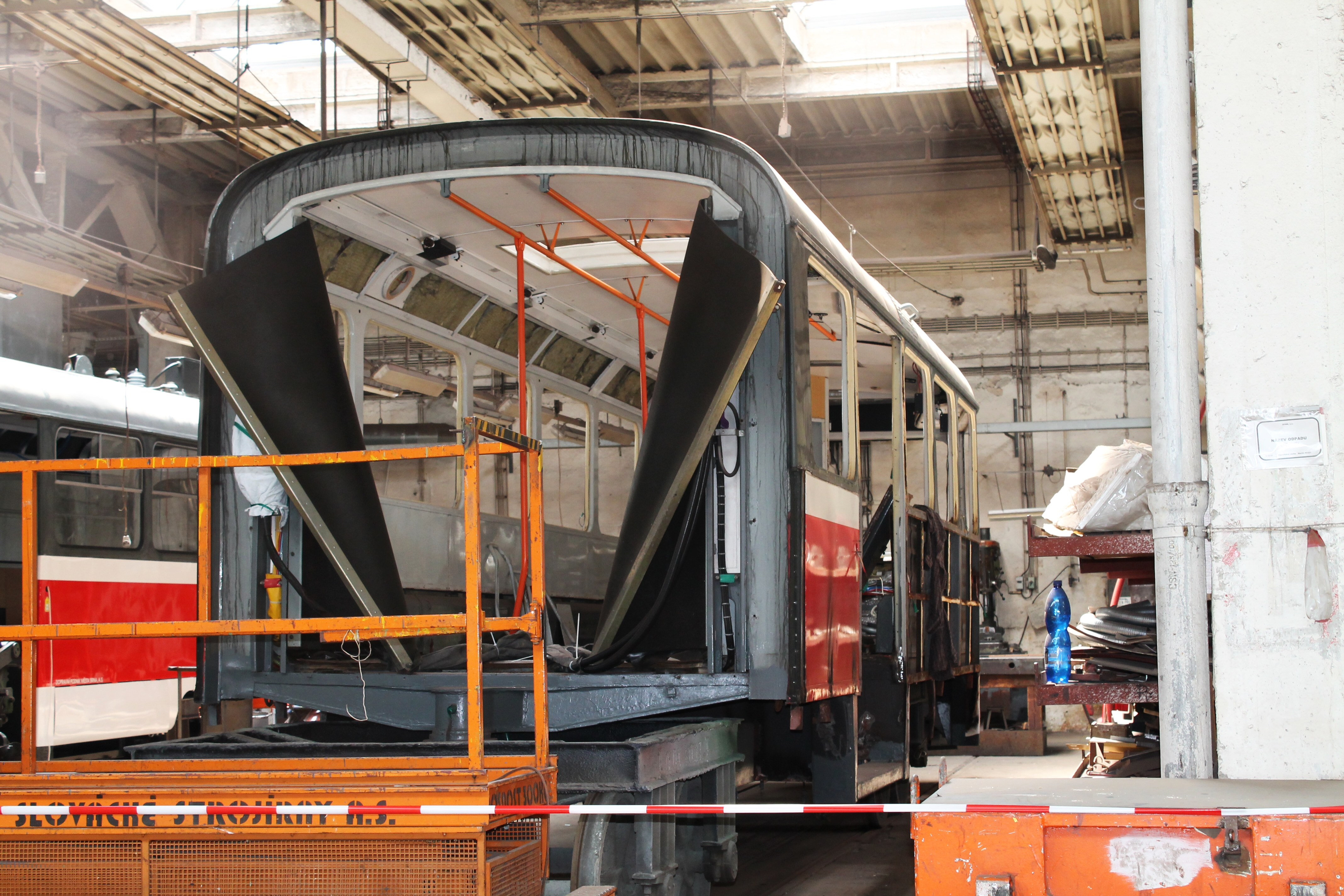
連接面

## 運用
タトラK2P（タトラK2R.P）への改造工事は2000年以降実施され、以下の路面電車路線へ導入された。

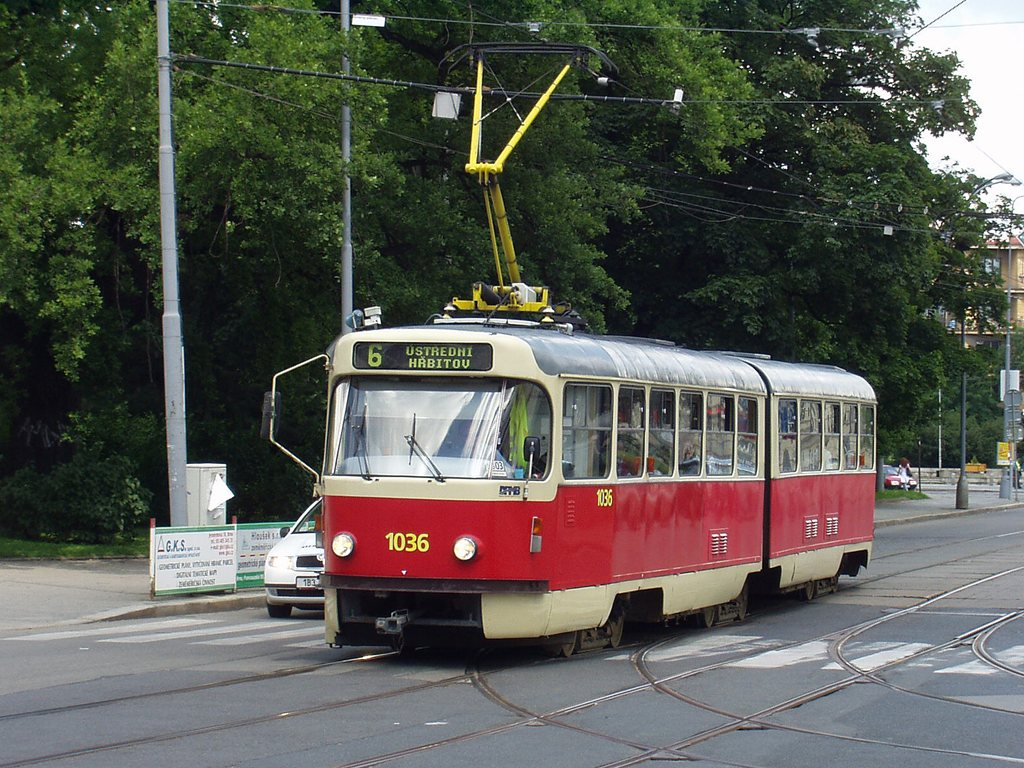
ブルノ市電（1036）
（2007年撮影）

- ブルノ市電（ブルノ） - ブルノ市電に在籍するK2Pは、2000年から2002年まで近代化改造が施された車両である。同市電では1990年代以降タトラK2の更新工事が継続的に行われていたが、更新費用の兼ね合いや電気機器を製造していた企業の倒産などの要因からK2Pへの改造が決定された経緯を持つ。ほとんどの車両はブルノ市電の中央車両基地で改造工事が施されたが、1両（1048）についてはオストラヴァ市電を運営するオストラヴァ市交通会社（チェコ語版）で工事を実施した後、中央車両基地で最終組み立てが行われた。2021年現在も15両が在籍するが、後継車両となる超低床電車への置き換えが進んでいる[7][1][8]。

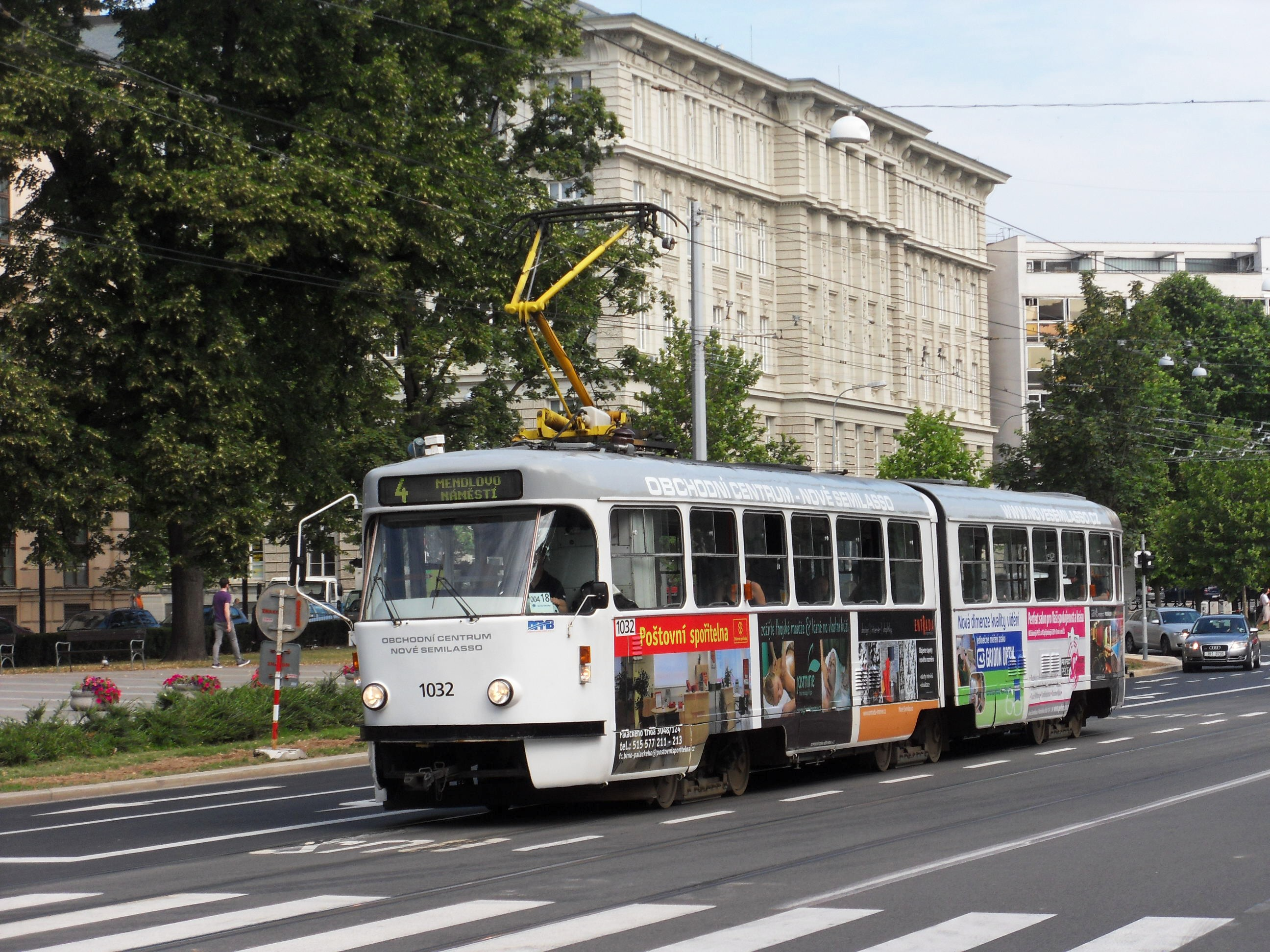
広告塗装（1032） （2011年撮影）
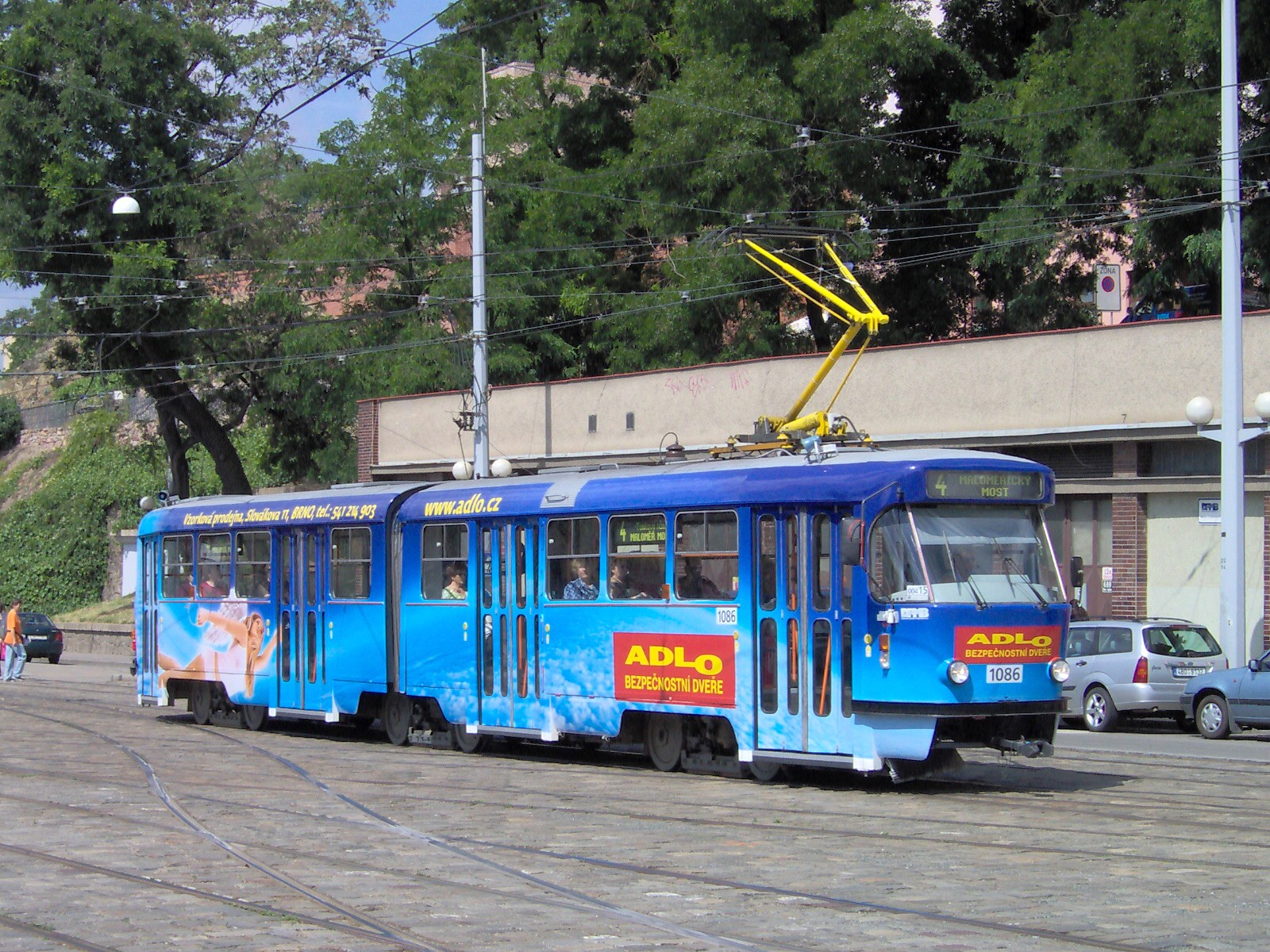
広告塗装（1086） （2008年撮影）
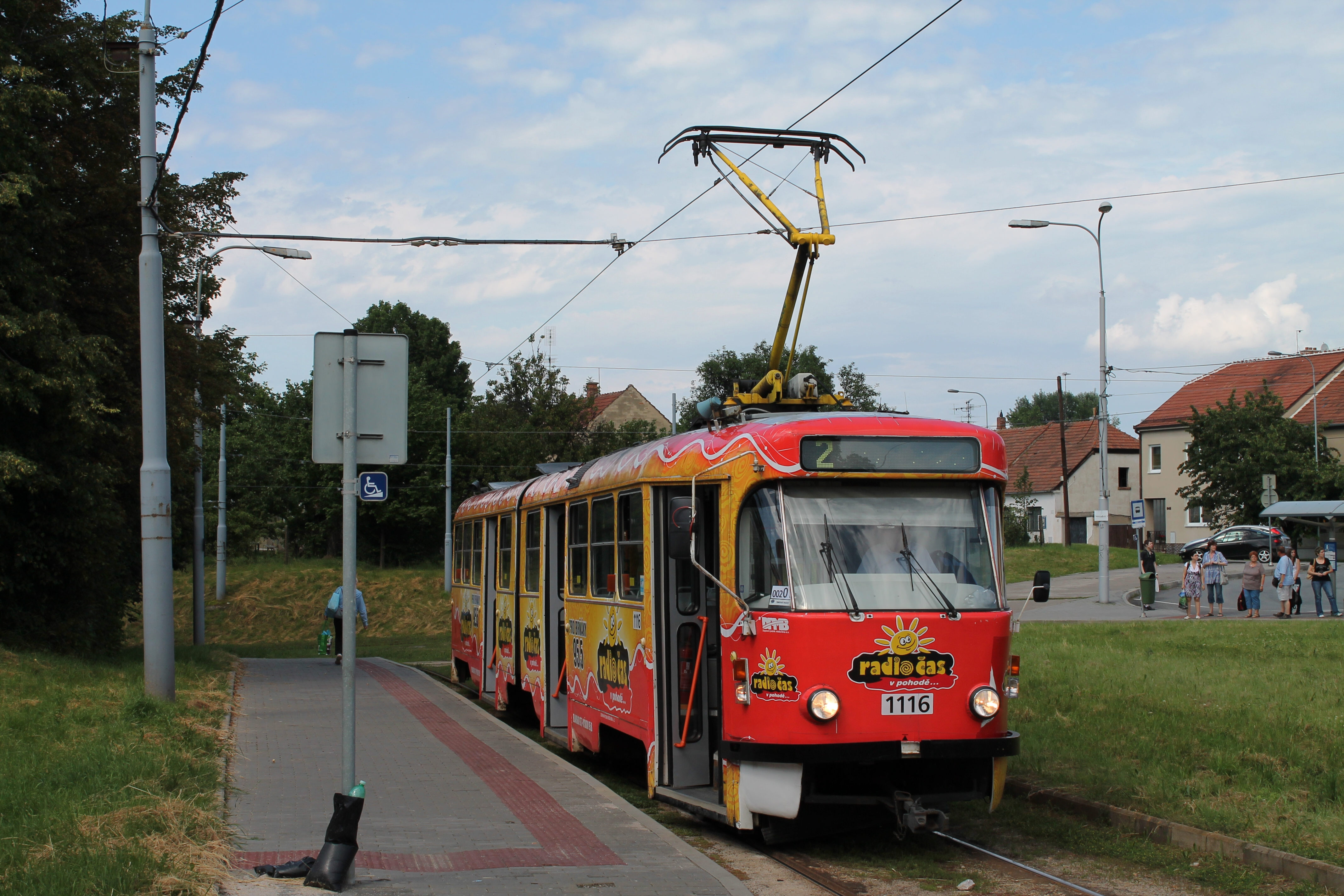
広告塗装（1116） （2013年撮影）

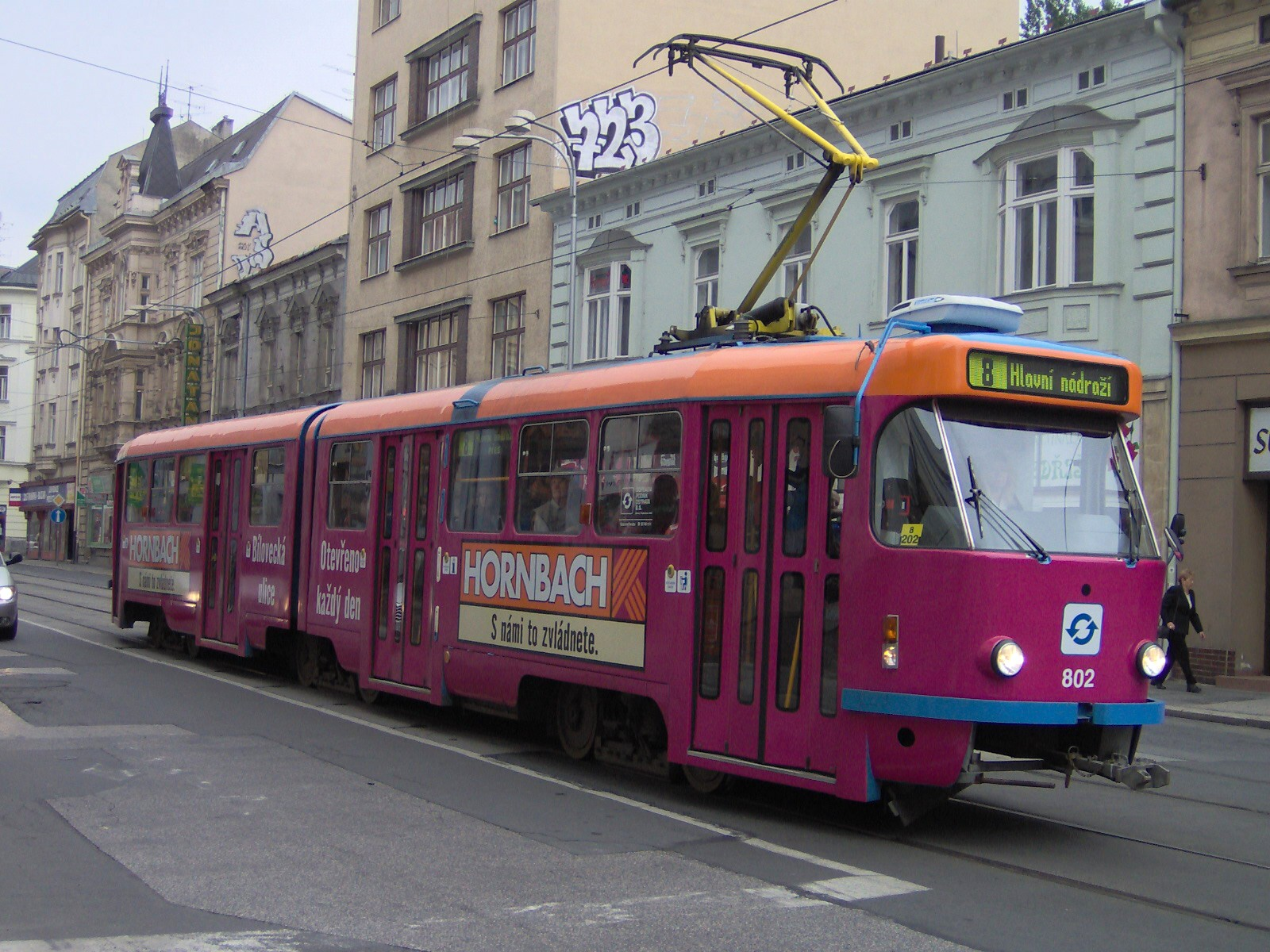
オストラヴァ市電（802）
（2006年撮影）

- オストラヴァ市電（オストラヴァ） - オストラヴァ市電に在籍していたタトラK2については1990年代以降機器の交換を始めとした更新工事が進められ、そのうち2両（802、803）がK2Pへの更新対象車となり、2004年から2005年にかけて改造を受けた。この2両については他車が後継車両に置き換えられて以降も活躍を続け、末期にはオストラヴァ市電最古の現役車両となっていたが、2018年をもって営業運転を離脱した[2][3]。